# Googlar

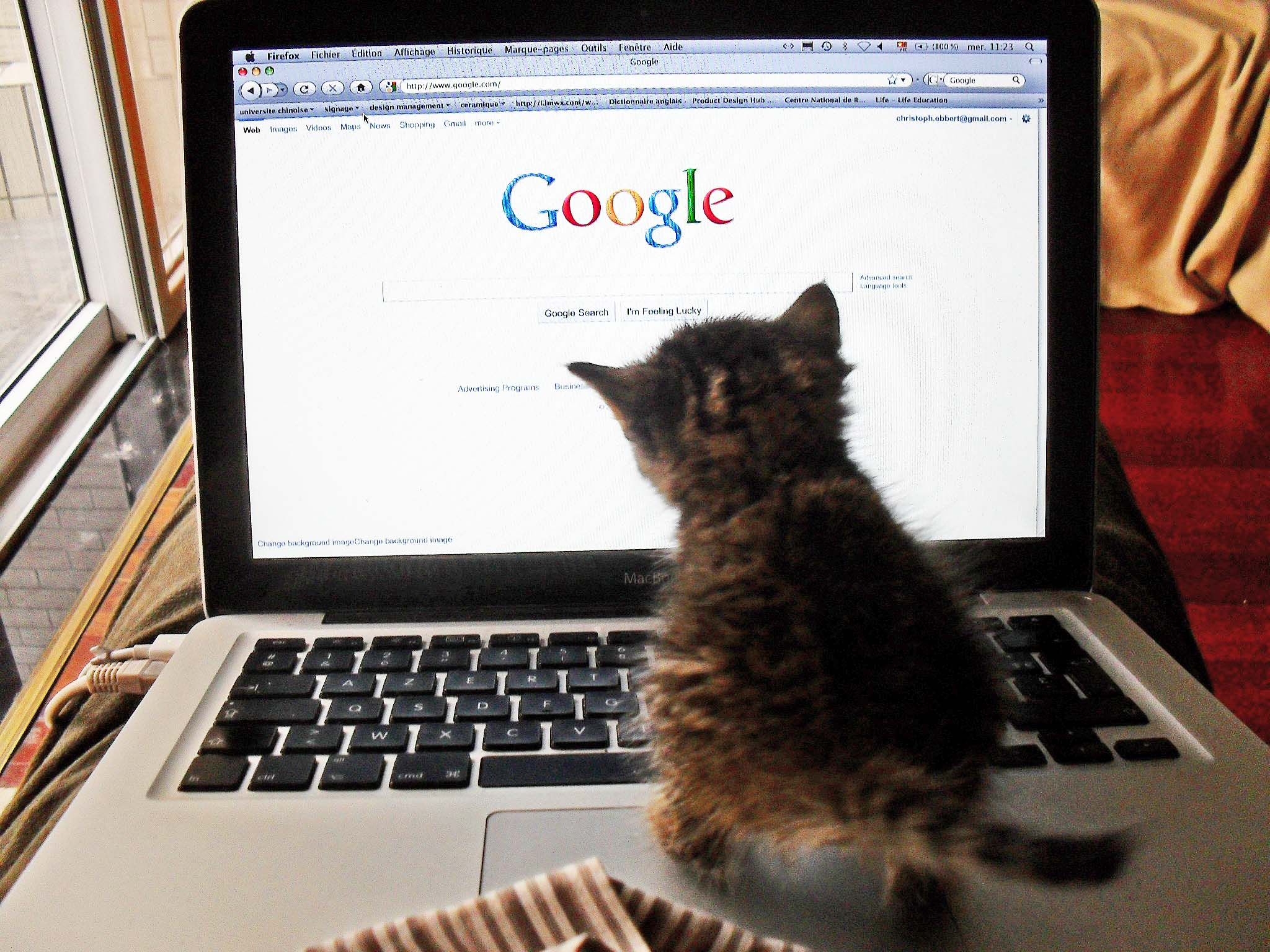
Imagem ilustrativa

O verbo googlar ( ambos inspirados no inglês to google) é um neologismo que significa executar uma pesquisa na Internet pelo motor de busca Google. A nova palavra é uma evidência clara da grande popularidade atingida pelo Google. A Sociedade Americana de Dialectos escolheu o verbo to google como a "palavra mais útil de 2002"
A palavra Google pode ser também como substantivo, significando "sistema de busca". Os termos derivados kilogoogle (1000 páginas encontradas) e megagoogle (1000 kilogoogles) são raramente usados.